# Соньер, Франсуа Беранже
Франсуа́ Беранже́ Сонье́р (фр. François Bérenger Saunière, 11 апреля 1852 — 22 января 1917) — французский римско-католический священник из коммуны Рен-ле-Шато департамента Од (1885—1909). Получил известность благодаря различным конспирологическим теориям, в которых он является центральной фигурой, связанной со Святым Граалем, сокровищами тамплиеров, различными религиозными документами, якобы компрометирующими современную Христианскую церковь. Многие элементы этих теорий позже использовались в массовой культуре, став основой для книги Майкла Бейджента, Ричарда Ли и Генри Линкольна «Святая Кровь и Святой Грааль», а также романа Дэна Брауна «Код да Винчи», где в честь священника назван хранитель фондов Лувра Жак Соньер.

## Биография

### Детство
Франсуа Беранже Соньер родился 11 апреля 1852 года в Монтазеле, находящемся в регионе Лангедок, в семье Жозефа Соньера (1823—1906) и его жены Маргариты Юг (Marguerite Hugues); он был старшим из семи детей и имел трех братьев и трех сестер. Его отец занимал должность мэра коммуны, кроме этого работал управляющим мукомольней при замке маркиза де Каземажу, что считалось тогда престижным местом.
Маркиз де Каземажу принадлежал к одному из самых древних семейств в регионе, известному своими христианским делами. В их роду насчитывалось немало священников и духовных лиц, что, вероятно, сыграло определенную роль при выборе профессий Беранже и его младшего брата Альфреда. Они поступают в школу Святого Луи в Лиму (Schule St Louis in Limoux), где получают стандартный набор знаний, в том числе изучают латынь, греческий язык, а также иврит. Беранже, по каким-то причинам, оканчивает школу на год позже своего младшего брата и в 1874 году поступает в семинарию в Каркассоне. После её окончания в июне 1879 года он был рукоположен священником. После ряда краткосрочных назначений он начинает свою религиозную карьеру в Але-ле-Бен в качестве викария с оплатой 900 франков в год. Именно такая сумма предоставлялась викариям по закону, регулирующему отношения государства и Церкви.

### Священник
По отзывам современников Соньер описывается как строптивый молодой человек, спортивного телосложения с независимыми, порой мятежными взглядами. Как следствие, из-за дисциплинарных инцидентов, а также открытых монархических взглядов, в 1882 году он был переведен на должность учителя в семинарию города Нарбонна. Однако и на этой должности Соньер проработал непродолжительное время и 22 мая 1885 года в возрасте тридцати трех лет он был назначен приходским священником церкви Святой Марии Магдалины в деревне Рен-ле-Шато, в которой к тому времени проживало не более 300 человек.
Само селение располагалось на вершине холма, в 40 километрах от Каркассона. Поначалу Соньер поселился в доме своей служанки Марии Денарно (Marie Dénarnaud), но не смог ужиться с её матерью и через некоторое время переехал в дом, построенный рядом с кладбищем. Сама церковь, возведённая в VIII веке, находилась в ветхом состоянии и требовала ремонта. Её фундамент был заложен в ещё более раннее время — во времена вестготов. Впоследствии, в течение нескольких лет он полностью поменяет облик этой небольшой деревни.
Соньер, как преданный своему делу человек, радушно принимается жителями деревни. Помимо повседневных обязанностей, он не упускает возможности проявить заботу и внимание прихожанам, старается помочь деньгами наиболее нуждающимся. Впрочем, и в должности священника Соньер продолжает пропагандировать монархические взгляды, особенно в период выборов 1885 года, используя для этого свои проповеди. Вследствие чего ему вновь приходится на полгода возвратиться к преподаванию в семинарии. Однако прихожане Рен-ле-Шато, к которым он в своё время проявил заботу и внимание, настояли на возвращении опального молодого викария, и Соньер был восстановлен в своей должности. К этому времени появляются слухи о его неоднозначных отношениях со служанкой Марии Денарно. Сам он обрисовывал их так:

«Уважение, но не дружеские отношения. Никаких разговоров о вопросах его службы. Не должен доверять её возрасту и благочестию. Она не должна входить в спальню, когда он находится в постели, кроме случая болезней …»

Крестьянская восемнадцатилетняя девушка по имени Мари Денарно до конца останется его товарищем и доверенным лицом.

### Реставрация церкви

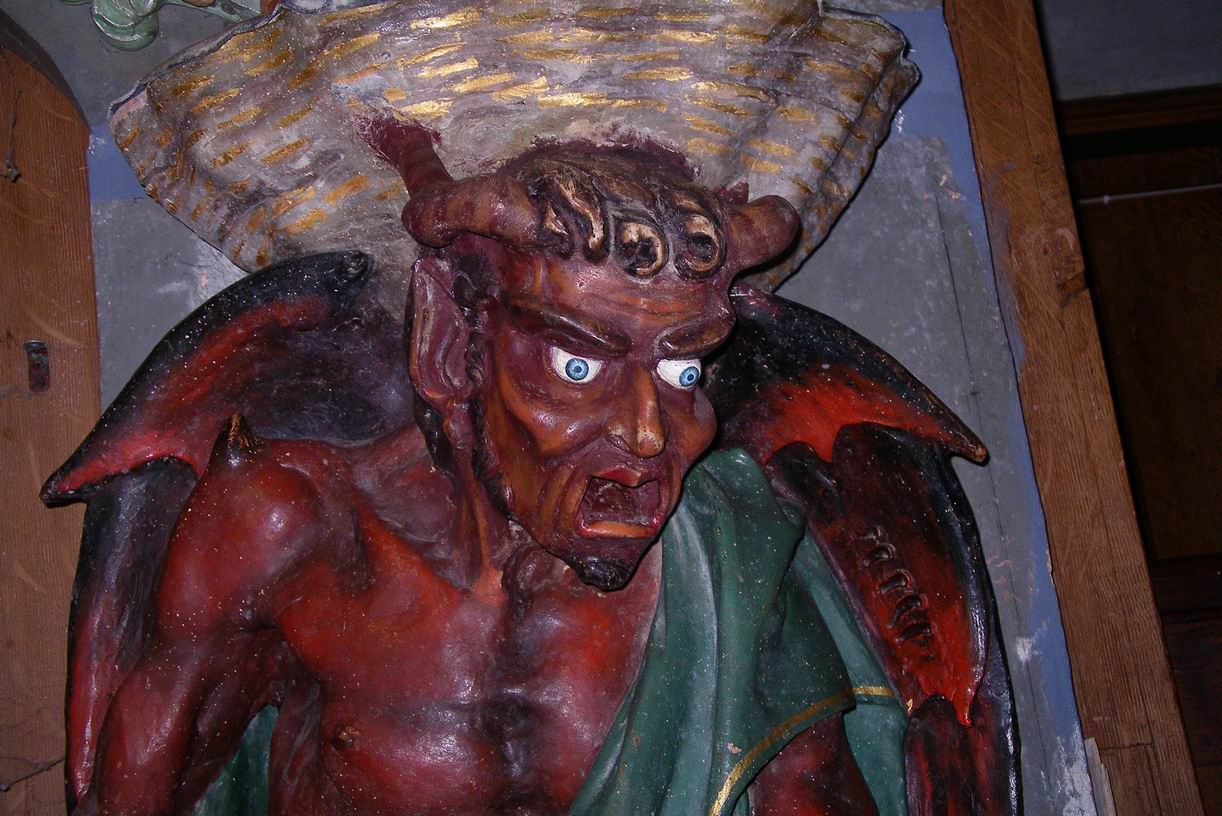
Статуя дьявола, поддерживающего чашу со святой водой (церковь Ренн-ле-Шато)

Местечко Ренн-ле-Шато имеет богатую историю. На юго-востоке, в нескольких километрах,
на холме Безю (Безу), находятся развалины средневековой крепости тамплиеров, а в другом направлении, расположены руины фамильной резиденции Бертрана де Бланшфора, четвёртого великого магистра ордена Храма в середине XII века. В этих краях популярны различного рода легенды о трагической и кровавой истории этой местности.
В 1891 году Соньер решается на реставрацию деревенской церкви.
Он находит поддержку своего друга Анри Буде, служившего кюре в соседнем селении Рен-ле-Бен, а также прихожан, занимает у них немного денег и приступает к работам.
В ходе реставрационных работ Соньер находит четыре пергаментных свитка, спрятанных в одной из полых колонн, на которых был расположен алтарный камень.
Три документа содержали генеалогические древа: одно, датированное 1243 годом, имело печать Бланки Кастильской, второе, от 1608 года, — печать Франсуа Пьера д’Отпуля (François Pierre d’Hautpoul), третье, от 24 апреля 1695 года, содержало печать Анри д’Отпуля (Henri Pierre d’Hautpoul).
Четвёртый, двухсторонний документ, датированный 1753 годом, был подписан каноником Жан-Полем де Негр де Фондаржаном. Он содержал отрывки из Нового Завета на латинском языке, а также некие шифрованные записи. В фильме, снятом Би-би-си, он представлен следующим образом:

«BERGERE PAS DE TENTATION QUE POUSSIN TENIERS GARDENT LA CLEF PAX DCLXXXI PAR LA CROIX ET CE CHEVAL DE DIEU J’ACHEVE CE DAEMON DE GARDIEN A MIDI POMMES BLEUES»
«Пастушка нет соблазна что Пуссен Тенирс хранят ключ рах 681 крестом и этой лошадью Бога я добиваю этого демона хранителя в полдень синих яблок (фр.).»

Вероятно, все эти документы были спрятаны в первые годы французской революции предшественником Соньера аббатом Антуаном Бигу.
Соньер, сознавая важность найденных документов, показывает их епископу Каркассона, который в свою очередь направляет его в Париж, оплачивая все расходы.
Судя по всему, Беранже Соньер полагал, что в свитках скрывается информация о сокровищах какого-то секретного ордена, и решил её расшифровать. Он, сделав предварительно их копии, отправился к руководителю семинарии в Сен-Сюльписе, аббату Бьелю, специалисту в области лингвистики, тайнописи и палеографии, а также посетил Лувр, где заказал копии трех картин: «Аркадские пастухи» Пуссена, «Искушение святого Антония» кисти Тенирса и портрет папы Целестина V неизвестного художника.
Спустя три недели Соньер возвращается в Ренн-ле-Шато и продолжает реставрационные работы.
А начиная с 1896 г. он совершает многочисленные и беспрецедентные траты, которые исчислялись многими миллионами франков.
Часть этих денег была направлена на работы по улучшению качества жизни в деревне: строительство дорог, проводку водопровода, нужды церкви и т. д. Другая, немалая часть расходов, была сделана ради роскошной жизни, что совсем не соответствовало облику служителя церкви. Соньер приобретал дорогие ткани, античные предметы и даже возвел огромную виллу Villa Bethania, в которой, к тому же, ему не довелось пожить.
Он приобретал участки земли, создавал оранжереи, бассейны, купил клетку для обезьян. Причем все это приобреталось на имя его служанки Марии Денарно, которую местные жители
прозвали «Мадонной священника», подозревая, что они были больше, чем просто друзья.
Предполагается, что все секреты священника были переданы Мари.

### Расследование

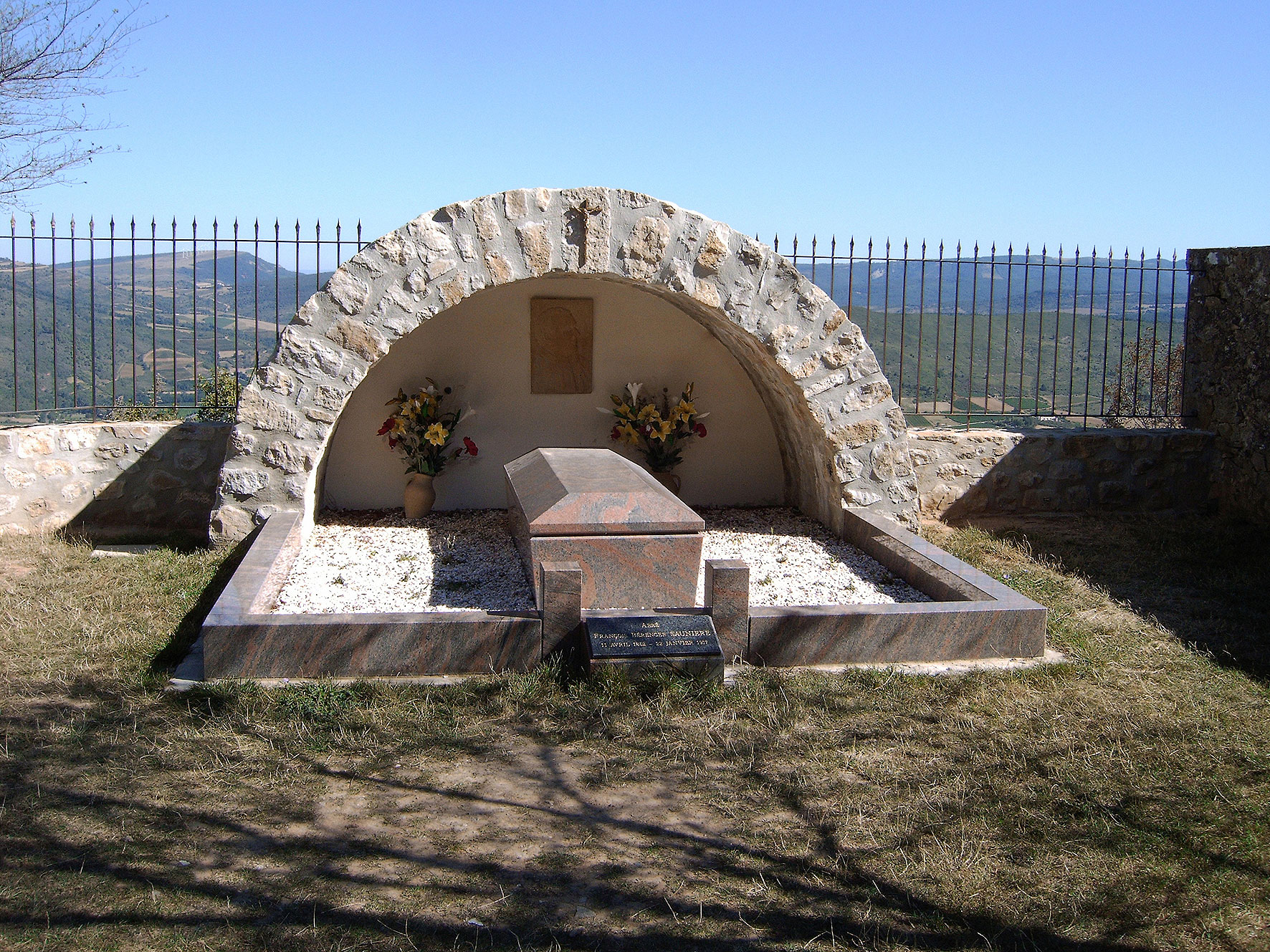
Могила Соньера в Ренн-ле-Шато

28 января 1909 года уходит в отставку и становится свободным священником.
Происходящие в Ренн-ле-Шато события привлекли внимание нового аббата Каркасона и он решает провести духовное расследование, выдвигая против Соньера ряд обвинений.
Он требует предоставить финансовый отчет по состоянию дел в приходе, на что Соньер заявляет, что средства на реставрацию церкви и другие строительные работы он получил от неких «раскаявшихся грешников», которых он сумел наставить на путь истинный. Немалые средства якобы выделили и влиятельные персоны, среди которых вдова графа де Шамбора, внука Карла X, в пользу которого последний прямой Бурбон отрекся в июле 1830 года, а также эрцгерцог Иоганн Габсбург, родственник императора Франца-Иосифа.
Соньер должен был пройти духовное испытание, однако демонстративно не посетил ни одно совещание.
В результате его временно отстраняют от должности, но он подает апелляцию в Ватикан, и тот, неожиданно, сразу же снимает с него выдвинутые обвинения и восстанавливает в прежнем звании.
После духовного испытания образ жизни Соньера резко изменился и остаток жизни он провел в бедности, продавая религиозные медали из своей коллекции, а также и мелкие предметы религиозного назначения солдатам, квартировавшим неподалеку в Кампань-ле-Бен (Campagne-les-Bains).
Франсуа Беранже Соньер умер 22 января 1917.
В сентябре 2004 тело Соньера было перезахоронено в специальном саркофаге, чтобы защитить его от грабителей. С тех пор, кладбище Рен-ле-Шато закрыто для широкой публики.

## Версии
Существуют следующие версии происхождения богатства аббата Соньера:
- Во время реставрации церкви Ренн-ле-Шато Соньер обнаружил либо сами сокровища вестготов, либо документы, указывающие на место, где они спрятаны.
- Обнаруженные документы содержали сведения о потомках Меровингов, имевших право претендовать на корону Франции, и он сумел их либо выгодно продать, либо использовать для получения многочисленных даров от влиятельных персон.
- Богатство Соньера появилось благодаря многочисленным заказам на мессы (каждая из которых стоила один франк), и которые он фактически не проводил.
- Аббат выиграл очень большую сумму в лотерею, умудрившись при этом не привлечь к себе внимание.

После смерти загадочного священника Мари Денарно сожгла все его личные бумаги, продала «Вифанию» Ноэлю Корбю. При этом она утверждала, что: «Вы ходите по сокровищам, даже не догадываясь об этом!». Она обещала раскрыть их общий с аббатом секрет, но так этого и не сделала.

## Загадка аббата Соньера в художественной литературе
Тайна аббата Соньера получила широкое распространение в массовой культуре. Создано большое количество художественных произведений, на основе жизни Франсуа Соньера.
Наиболее известные произведения:
- Бейджент М., Ли Р., Линкольн Г. «Священная загадка» (Michael Baigent, Richard Leigh, Henry Lincoln, l'Énigme Sacrée, éditions Pygmalion (1983) (ISBN 2-85704-137-3))
- Жан Маркаль — «Монсегюр и загадка катаров» (Jean Markale, Montségur et l'énigme Cathare, éditions Pygmalion (1986) (ISBN 2-85704-213-2))
- Жан-Мишеля Тибо — «Тайна аббата Соньера» (Jean-Michel Thibaux, Les tentations de l’abbé Saunière, éditions O.Orban (1986) (ISBN 978-2-85565-309-9))
- Жан-Мишеля Тибо — «Золото дьявола» (Jean-Michel Thibaux, L’or du diable, éditions O.Orban (1988) (ISBN 978-2-85565-429-4))
- Тим Пауэрс — «Погода в землетрясение» (Tim Powers, Earthquake Weather (1997))
- Дэн Браун — «Код да Винчи» (Dan Brown, Da Vinci Code, Jean Claude Lattès (2003) (ISBN 978-2-7096-2493-0))
- Steve Berry, L’Héritage des Templiers, Le Cherche Midi (2006) (ISBN 978-2-7491-0859-9)
- Кейт Мосс — «Лабиринт» — (Kate Mosse, Sépulcre, Jean-Claude Lattès (2008) (ISBN 978-2-7096-2930-0))
- Равенн Ж., Джиакометти Э. «Апокалипсис, Чёрная река» (Eric Giacometti et Jacques Ravenne, Apocalypse, Fleuve Noir (2009) (ISBN 978-2-265-08735-4))
- Jean-Michel Thibaux et Martine-Alix Coppier, L’héritière de l’abbé Saunière, Presses de la Cité (2012) (ISBN 978-2-258-08999-0)

## Документальные фильмы
- Код да Винчи // Реальность или фантастика = Is it real?: Da Vinci's Code. — National Geographic Channel, 24.04.2006.